# حقوق المرأة في المسجد حسب الشريعة الإسلامية (كتاب)
حقوق المرأة في المسجد حسب الشريعة الإسلاميّة هي قائمة أعدتها الكاتبة المسلمة والناشطة النسوية إسراء نعماني. أحدث القانون، برئاسة بنات هاجر، تطورات في الولايات المتحدة في عام 2004.

## التاريخ
تم تأليف «حقوق المرأة في المسجد حسب الشريعة الإسلاميّة» جنبًا إلى جنب مع "حقوق المرأة في غرفة النوم حسب الشريعة الإسلاميّة"، وكُتبت "المبادئ التسعة والتسعون لفتح القلوب والعقول والأبواب في العالم الإسلامي" للعمل من أجل إسلام أكثر تقدمية. كتبت "نعماني" هذه الوثيقة تكريما لجدة العرب هاجر التي وقفت وحدها مع ابنها إسماعيل في الصحراء العربية والتي بسبب شجاعتها أتاحت لنسب العرب أن ينجو ويبقينَ على قيد الحياة.
| « | مررتُ على تاريخ كل النساء الرائعات في القرن الأول للإسلام. فوجدتهنّ ومن سنين طويلة مشاركات وقادة. سرت على خطى هاجر، تلك المرأة العظيمة، أم الإسلام. تلك التي ذهبت الى مكة ووقفت وحيدةً مع ابنها، هي مصدر ديننا. أجلسُ اليوم أمامكم بقوتها التي تعبر إلى داخلي. مشيت على خطاها وأستطيع الشعور بقوتها. فعلمت أن علينا أن نستعيد مكاننا، مكاننا الصحيح، كنساء في الإسلام | » |

كتبت إسراء حقوق المرأة في المسجد حسب الشريعة الإسلاميّة عند عودتها من مكة حيث أشارت نعماني إلى المساواة في المعاملة بين جميع الأفراد، والتي وجدت أنها تفتقر إليها عند عودتها إلى مسجدها المحلي في مورغانتاون.
| « | في مكة أدركت ذاتي كإنسانة بشكل كامل. لم يكن هناك مداخل خلفية من أجلي. لم يكن هناك صف خلفي لأصلي فيه. صليت مع والدي. دخلت من البوابة الأمامية معه. عندما حاولت فعل نفس الشيء هنا في مورغانتاون، صرخوا عليّ، وبخوني وقيل لي أن أدخل من الباب الخلفي، وقيل لي اجلسي في السدة، والآن وقد مضت سنتان نقاتل من أجل الدخول من الباب الأمامي للوصول إلى القاعة الأساسية. الآن وقد وقفت أمام 35 رجلًا من المسجد كانوا قد وقعوا على عريضة تطالب بمنعي باعتباري من مثيري الشغب. لذلك أطلقتُ في الأول من آذار، مع بداية شهر المرأة ما نسميه "جولة حرية المرأة المسلمة"، وما فعلته هو أنني وضعت على باب مسجدي 99 وصية لفتح القلوب والعقول كما الأبواب في عالمنا الإسلامي، وأرفقت به وثيقة حقوق المرأة في المسجد ووثيقة حقوق المرأة في غرفة النوم، حتى نؤكد ونستعيد كل ما أعطاه الإسلام للمرأة | » |

## القائمة
حددت قائمةُ حقوق المرأة في المسجد حسب الشريعة الإسلاميّة التي ألَّفتها إسراء 10 حقوق يجب منحها للمرأة فيما يتعلق بمشاركتها في المسجد، مثل دخول المسجد من باب الدخول الرئيسي، وعدم مطالبتهنّ بالدخول فقط من الخلف وإلى المسجد. الوصول الكامل إلى المسجد دون فصل بحواجز اصطناعية مصمَّمة لفصل النساء عن الرجال، وتمضي القائمة لمنح النساء الحقّ في مخاطبة المصلّين بحرية سواء كانوا رجالًا أو نساء، وتقلُّد مناصب قيادية بالإضافة إلى تلقي معاملة متساوية مثل الرجال.
1. للمرأة حق إسلامي في دخول المسجد.
2. للمرأة حق إسلامي في الدخول من الباب الرئيسي.
3. للمرأة حق إسلامي في الوصول البصري والسمعي إلى المصلى (الحرم الرئيسي).
4. للمرأة حق إسلامي في الصلاة في المصلى دون أن يفصل بينها حاجز، بما في ذلك في الصفوف الأمامية وفي صفوف الجماعة المختلطة بين الجنسين.
5. للمرأة الحق الإسلامي في مخاطبة جميع أعضاء المصلين.
6. للمرأة حق إسلامي في تقلد المناصب القيادية، بما في ذلك مناصب إمام الصلاة، أو الأئمة، وكعضوية في مجلس الإدارة واللجان الإدارية.
7. للمرأة الحق الإسلامي في أن يكون لها مشاركة كاملة في جميع أنشطة الجماعة.
8. للمرأة الحق الإسلامي في قيادة الاجتماعات وجلسات الدراسة والأنشطة المجتمعية الأخرى والمشاركة فيها دون أن يفصلها عائق.
9. للمرأة حق إسلامي في أن يتم الترحيب بها ومخاطبتها بطريقة كريمة.
10. للمرأة حق إسلامي في المعاملة المحترمة والإعفاء من النميمة والافتراء.

## انظر أيضُا
- حكم الاختلاط في الإسلام
- المرأة في الإسلام

## روابط خارجية
- مقالة عن كتاب حقوق المرأة في المسجد حسب الشريعة الإسلاميّة
- موقع إسراء نعماني
- مقابلة في قناة سي إن إن تُناقش فيها إسراء كتبها المثيرة للجدل
- تغطية لكتاب حقوق المرأة في المسجد حسب الشريعة الإسلاميّة في موقع BeliefNet
- تغطية صوتية للكتاب من موقع WNYC
- تغطية لكتاب إسراء من موقع The American Prospect
- يحيا الإسلام بصوت عالٍ: المسلمات الأمريكيات يتحدثن نسخة محفوظة 2006-09-23 على موقع واي باك مشين.، كتاب يناقش قانون الحقوق وقد تمَّ مراجعته من قبل إيف إنسلر واختياره من قبل الجامعة العربية الأمريكية للمكتبات العامة والثانوية
- تغطية لأنشطة إسراء من الجزيرة